# Olynthus ophelia
Espèce
Olynthus ophelia est une espèce d'insectes lépidoptères (papillons) appartenant à la famille des Lycaenidae, à la sous-famille des Theclinae et au genre Olynthus.

## Dénomination
Olynthus ophelia a été décrit par William Chapman Hewitson en 1867 sous le nom initial de Thecla ophelia.

## Description
Olynthus ophelia est un petit papillon aux pattes et aux antennes cerclées de blanc et noir, avec une fine queue noire à chaque aile postérieure.
Le dessus des ailes est bleu, veiné et largement bordé de noir avec aux ailes antérieures une tache ronde marron proche du milieu du bord costal.
Le revers est marron grisé avec aux ailes postérieures une ligne postdiscale discontinue formée de traits blancs et deux ocelles noirs très proches dont un anal.

## Écologie et distribution
Olynthus ophelia est présent en Bolivie, au Brésil et en Guyane,,. Olynthus ophelia serait présent en Équateur.

### Protection
Pas de statut de protection particulier.